# Odozana reducta
Odozana reducta là một loài bướm đêm thuộc phân họ Arctiinae, họ Erebidae.